# Barón Rothschild
Barón Rothschild, por Tring, Condado de Hertford, es un título nobiliario entre los pares del Reino Unido. Fue otorgado en 1885 a Sir Nathan Rothschild, 2.º Baronet, miembro de la familia Rothschild. Fue la primera persona de fe judía elevada al rango de "Par de Inglaterra".
El rango de Baronet Rothschild, de Tring Park, fue creado entre los Baronetes del Reino Unido en 1847 y otorgado a Anthony de Rothschild, banquero y político, con el resto de la descendencia masculina de su hermano mayor, Lionel de Rothschild, el primer parlamentario  de fe judía. Tanto Anthony como Lionel eran hijos del influyente banquero Nathan Mayer Rothschild, fundador de la rama inglesa de la familia Rothschild.
El primer baronet fue sucedido por su sobrino, y este segundo baronet fue elevado a la nobleza en 1885. Este último fue sucedido por su hijo mayor, Walter, el segundo barón, quien fue banquero y político, pero es mejor recordado por su interés en la zoología. Murió sin descendencia, y su hermano, Nathaniel Charles Rothschild, había muerto antes que él, por lo que a su muerte los títulos pasaron al hijo de este, como el tercer barón, Victor. Desde 2010 los títulos están en manos del hijo mayor del tercer barón, Jacob, el cuarto barón, que lo sucedió en 1990.

## Baronetes Rothschild, de Grosvenor Place (1847)
|                                       | Titular                               | Periodo                               |
| Creación por Victoria del Reino Unido | Creación por Victoria del Reino Unido | Creación por Victoria del Reino Unido |
| ------------------------------------- | ------------------------------------- | ------------------------------------- |
| I                                     | Anthony de Rothschild                 | 1847-1876                             |
| II                                    | Nathan Rothschild                     | 1876-1915                             |
| III                                   | Walter Rothschild                     | 1915-1937                             |
| IV                                    | Victor Rothschild                     | 1937-1990                             |
| V                                     | Jacob Rothschild                      | 1990-2024                             |
| VI                                    | Nathaniel Rothschild                  | 2024-presente                         |

## Barones Rothschild (1885)
|                                       | Titular                               | Periodo                               |
| Creación por Victoria del Reino Unido | Creación por Victoria del Reino Unido | Creación por Victoria del Reino Unido |
| ------------------------------------- | ------------------------------------- | ------------------------------------- |
| I                                     | Nathan Rothschild                     | 1885-1915                             |
| II                                    | Walter Rothschild                     | 1915-1937                             |
| III                                   | Victor Rothschild                     | 1937-1990                             |
| IV                                    | Jacob Rothschild                      | 1990-2024                             |
| V                                     | Nathaniel Rothschild                  | 2024-presente                         |

## Línea de sucesión
Los que ocupan los puestos de (3) a (8) tienen derecho a suceder en el título de baronet únicamente.
- Nathan Mayer Rothschild (1777–1836)
  -  Lionel de Rothschild (1808–1879)
    -   Nathan Rothschild, 1.ᵉʳ Barón Rothschild, 2.º Baronet (1840–1915)
      -   Walter Rothschild, 2.º Barón Rothschild, 3.ᵉʳ Baronet (1868–1937)
      - Hon. Charles Rothschild (1877–1923)
        -  Victor Rothschild, 3.ᵉʳ Barón Rothschild, 4.º Baronet (1910–1990)
          -  Jacob Rothschild, 4.º Baryon Rothschild, 5.º Baronet (1936–2024)
            -  Nathaniel Rothschild, 5.º Barón Rothschild, 6.º Baronet (nacido en  1971)

          - Hon. Amschel Mayor James Rothschild (1955–1996)
            - (1) James Amschel Victor Rothschild (nacido en  1985)
              - (2) Un hijo (nacido en 2022)

    - Leopold de Rothschild (1845–1917)
      - Lionel Nathan de Rothschild (1882–1942)
        - Edmund Leopold de Rothschild (1916–2009)
          - (3) Nicholas David Rothschild (nacido en 1951)
          - (4) David Lionel Rothschild (nacido en 1955)
            - (5) Leopold James Rothschild (nacido en 1994)
            - (6) Amschel Nathaniel Rothschild (nacido en 1995)

      - Anthony Gustav de Rothschild (1887–1961)
        - Sir Evelyn Robert Adrian de Rothschild (1931–2022)
          - (7) Anthony James de Rothschild (nacido en 1977)
          - (8) David Mayer de Rothschild (nacido en 1978)

  -   Sir Anthony de Rothschild, 1.ᵉʳ Baronet (1810–1876)